# Георги Попов (психиатър)
Вижте пояснителната страница за други личности с името Георги Попов.
Георги Попов е роден във Варна. Завършва ВМИ — Варна, от 1971 г. работи като психиатър.

## Биография
Бил е завеждащ отделение и главен асистент на Клинична психиатрична болница — Варна. От 1978 г. е асистент по психиатрия, от 1983 г. – кандидат на медицинските науки, от 1984 г. – доцент по психиатрия. През 1993-1995 г. е ръководител на Катедра по психиатрия и медицинска психология при МУ — Варна. От 2010 е доктор на медицинските науки и професор. Ръководител на Университетска клиника по обща психиатрия и зависимости във Варна. Неколкократно е специализирал в чужбина. Преподава психиатрия на медици и психолози. Автор е на 130 научни труда, монографии, статии, доклади. Главен редактор на списания и член на редакционни колегии. Научните му интереси са в областта на клиничната психофармакология, културалната психология и психопатология, теорията и методологията на психичния живот в междидисциплинарен контекст, зависимости от ПАВ. Бил е експерт към Съвена на Европа по проблеми на наркоманиите.
Проф. д-р Георги Попов e председател на Асоциацията на болниците в Бългаиия от 1996 г. и представител на България в Постоянния комитет на Асоциацията на болниците на страните членки на Европейския съюз.

## Книги
- „Обща и клинична психопатология“ – 2010 г.
- „Хаос и ред или принципът на дозираната нестабилност“ – 2007 г.
- „Злоупотреба с...хероин“ – 1999 г.
- „Дроги и превенция“ – 2000 г.